# Like a Waterfall
Like a Waterfall – druga solowa płyta w karierze muzycznej Jamesa Marstersa. Utwory zostały nasycone sporą ilością bluesa i stały się bardziej nastrojowe niż piosenki z pierwszej solowej płyty artysty.

## Lista utworów
1. Not A Millionaire
2. Looking At You
3. Don't Worry Son
4. Birth of the Blues
5. White Hot Girls
6. London City
7. Up On Me
8. Like A Waterfall
9. Louise
10. When I Was A Baby
11. Layabout
12. Too Fast